# Zelotes hayashii
Zelotes hayashii este o specie de păianjeni din genul Zelotes, familia Gnaphosidae, descrisă de Kamura, 1987. Conform Catalogue of Life specia Zelotes hayashii nu are subspecii cunoscute.